# Oleksij Zozulja
Oleksij Volodymyrovyč Zozulja (in ucraino Олексій Володимирович Зозуля?; Zaporižžja, 15 aprile 1992) è un calciatore ucraino, difensore dell'UCSA.

## Carriera

### Club
Ha esordito in Prem"jer-liha il 30 luglio 2019 disputando con il Kolos Kovalivka l'incontro vinto 2-1 contro il Mariupol'.

### Nazionale
Nel 2014 ha giocato 2 partite con la nazionale ucraina Under-21.

## Statistiche

### Presenze e reti nei club
Statistiche aggiornate al 20 settembre 2021.
| Stagione               | Squadra                | Campionato             | Campionato | Campionato | Coppe nazionali | Coppe nazionali | Coppe nazionali | Coppe continentali | Coppe continentali | Coppe continentali | Altre coppe | Altre coppe | Altre coppe | Totale | Totale |
| Stagione               | Squadra                | Comp                   | Pres       | Reti       | Comp            | Pres            | Reti            | Comp               | Pres               | Reti               | Comp        | Pres        | Reti        | Pres   | Reti   |
| ---------------------- | ---------------------- | ---------------------- | ---------- | ---------- | --------------- | --------------- | --------------- | ------------------ | ------------------ | ------------------ | ----------- | ----------- | ----------- | ------ | ------ |
| 2012-2013              | Poltava                | 1L                     | 7          | 0          | CU              | 1               | 0               |                    | -                  | -                  |             | -           | -           | 8      | 0      |
| 2013-2014              | Poltava                | 1L                     | 27         | 3          | CU              | 0               | 0               |                    | -                  | -                  |             | -           | -           | 27     | 3      |
| 2014-2015              | Poltava                | 1L                     | 26         | 0          | CU              | 3               | 0               |                    | -                  | -                  |             | -           | -           | 29     | 0      |
| lug.-dic. 2015         | Poltava                | 1L                     | 17         | 1          | CU              | 1               | 0               |                    | -                  | -                  |             | -           | -           | 18     | 1      |
| Totale Poltava         | Totale Poltava         | Totale Poltava         | 77         | 4          |                 | 5               | 0               |                    | -                  | -                  |             | -           | -           | 82     | 4      |
| apr.-giu. 2016         | Veres Rivne            | 2L                     | 8          | 1          |                 | -               | -               |                    | -                  | -                  |             | -           | -           | 8      | 1      |
| 2016-2017              | Veres Rivne            | 1L                     | 31         | 0          | CU              | 3               | 1               |                    | -                  | -                  |             | -           | -           | 34     | 1      |
| Totale Veres Rivne     | Totale Veres Rivne     | Totale Veres Rivne     | 39         | 1          |                 | 3               | 1               |                    | -                  | -                  |             | -           | -           | 42     | 2      |
| 2017-2018              | Kolos Kovalivka        | 1L                     | 29         | 0          | CU              | 2               | 0               |                    | -                  | -                  |             | -           | -           | 31     | 0      |
| 2018-2019              | Kolos Kovalivka        | 1L                     | 12         | 0          | CU              | 1               | 0               |                    | -                  | -                  |             | -           | -           | 13     | 0      |
| 2019-2020              | Kolos Kovalivka        | PL                     | 20         | 0          | CU              | 0               | 0               |                    | -                  | -                  |             | -           | -           | 20     | 0      |
| 2020-2021              | Kolos Kovalivka        | PL                     | 5          | 0          | CU              | 1               | 0               | UEL                | 1                  | 0                  |             | -           | -           | 6      | 0      |
| Totale Kolos Kovalivka | Totale Kolos Kovalivka | Totale Kolos Kovalivka | 66         | 0          |                 | 4               | 0               |                    | 1                  | 0                  |             | -           | -           | 71     | 0      |
| 2021-2022              | L'viv                  | PL                     | 5          | 0          | CU              | 0               | 0               |                    | -                  | -                  |             | -           | -           | 5      | 0      |
| Totale carriera        | Totale carriera        | Totale carriera        | 187        | 5          |                 | 12              | 1               |                    | 1                  | 0                  |             | -           | -           | 200    | 6      |

## Palmarès

### Club

#### Competizioni nazionali
- Druha Liha: 1

Družba Myrivka: 2023-2024